# Texananus cuspidatus
Texananus cuspidatus är en insektsart som beskrevs av Delong 1939. Texananus cuspidatus ingår i släktet Texananus och familjen dvärgstritar. Inga underarter finns listade i Catalogue of Life.